# Gekon obrovský

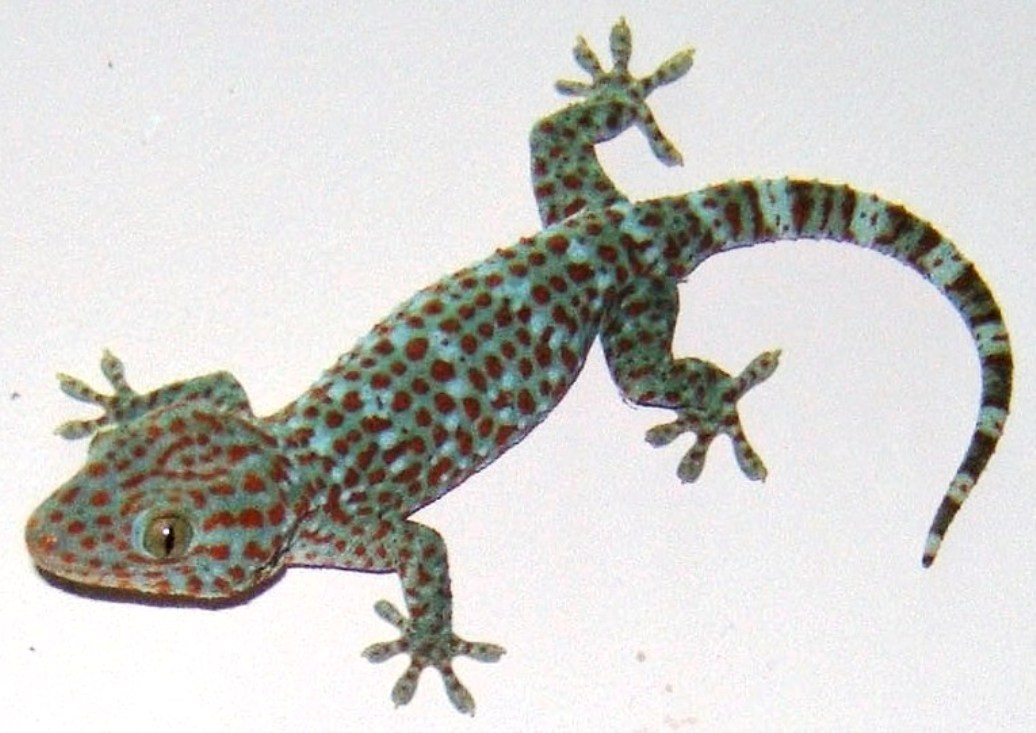
Gekon obrovský, Vietnam

Gekon obrovský (Gekko gecko) je ještěr z čeledi gekonovitých.

## Popis
Dorůstá délky až 40 cm a dožívá se až 9 let. Má velkou hlavu a statné tělo, zbarvené světle hnědě až namodrale. Na tomto základním zbarvení se nacházejí modrobílé a oranžové skvrnky. Obývá Přední a Zadní Indii. Nejčastěji se vyskytuje na skalách, ale najdeme ho i ve městech na budovách. Tento noční plaz se ozývá silným hlasem, připomínající štěkot psa. Živí se hmyzem, menšími gekony, myšaty a drobným ptactvem. V přírodě klade samice dvakrát až třikrát do roka po dvou vejcích. Pohlavně dospívají až ve dvou letech.

## Chov
Do velkého terária je vhodné instalovat kusy korkové kůry (slouží jako úkryt). Denní teplotu by měla být udržována v rozmezí 25–30 °C s nočním poklesem na 20 °C. Samci jsou nesnášenliví a silně agresivní, proto je chován harémovým způsobem. V zajetí klade samice často po celý rok 1–3 vajíčka, která lepí na kůru, kameny i sklo terária. Při teplotě 27–30 °C trvá inkubace 130 dní, ale rozdíl se může pohybovat mezi 95–205 dny. Je vhodný pro začínající teraristy.

## Chov v zoo
Tento druh byl v květnu 2020 chován přibližně ve 120 evropských zoo. V rámci Česka se mj. jednalo o tři tradiční zoologické zahrady:
- Zoo Děčín
- Zoo Jihlava
- Zoo Praha

Mimo to je tento druh chován na volno v terarijní expozici Zooparku Zájezd, kde je i úspěšně rozmnožován.
Na Slovensku je chován v Zoo Košice, kde je rovněž úspěšně rozmnožován.

### Chov v Zoo Praha
Gekon obrovský je v Zoo Praha chován jako biologická ochrana proti šíření švábů v některých teráriích.
Byl chován již historicky, současný chov započal v roce 2009. Průběžně jsou odchovávána mláďata. V roce 2018 bylo odchováno jedno mládě. Na konci daného roku bylo v zoo chováno 13 jedinců. V dubnu 2020 se narodila dvě mláďata.